# 中国园艺学会
中国园艺学会是中国园艺科技领域的学术性团体，隶属于中国科学技术协会，挂靠在中国农科院蔬菜花卉研究所。

## 历史
中国园艺学会成立于1929年春，1934年出版《中国园艺学会会报》。后因抗日战争而停顿，抗战结束后于南京复会。中华人民共和国成立后于1956年召开中国园艺学会成立大会。文化大革命期间学会活动再度停止，1978年起恢复（作为中国农学会的二级学会）。1985年恢复一级学会。

## 历任理事长
- 第一任（1956年－1960年）：曾宪朴
- 第二任（1960年－1966年）：王更生
- 第三任（1978年－1981年）：沈隽
- 第四任（1981年－1985年）：沈隽
- 第五任（1985年－1989年）：沈隽
- 第六任（1989年－1994年）：相重扬
- 第七任（1994年－1997年）：相重扬
- 第八任（1997年－2001年）：朱德蔚
- 第九任（2001年－2005年）：朱德蔚
- 第十任（2005年－2009年）：方智远
- 第十一任（2009年至今）：方智远